# Нандор Немет
Нандор Немет (мађ. Németh Nándor; Шиофок, 19. новембар 1999) мађарски је пливач чија ужа специјалност су трке слободним стилом на 50, 100 и 200 метара. Некадашњи је двоструки светски и троструки европски првак у јуниорској конкуренцији, вишеструки национални првак и рекордер. 

## Спортска каријера
Немет је своју међународну пливачку каријеру започео 2016. учешћем на Европском јуниорском првенству где је освојио сребрну медаљу као члан мађарске мешовите штафете на 4×100 метара слободним стилом. Годину дана касније, на истом такмичењу осваја три титуле европског јуниорског првака, укључујући и ону у трци на 100 метара слободно. Месец дана након тог првенства дебитовао је и на Светском сениорском првенству које је те године одржано у Будимпешти, а где је пливао у три штафетне трке. Највећи успех је остварио у трци на 4×100 слободно где је, заједно са Козмом, Холодом и Бохушем, освојио бронзану медаљу, прву у сениорској конкуренцији. До краја те године је учествовао и на Светском јуниорском првенству у Индијанаполису (две златне медаље у штафетама на 4×100 и 4×200 слободно) и Европском првенству у малим базенима у Копенхагену (осмо место у финалу трке на 100 слободно). 
На свом другом наступу на светским првенствима у великим базенима, у корејском Квангџуу 2019, такмичио се у пет дисциплина. Најбољи појединачни резултат је постигао у трци на 100 слободно коју је окончао на шестом месту у финалу, док је трку на 50 слободно завршио на 30. месту у квалификацијама. Пливао је у обе трке (квалификације и финале) штафете на 4×100 слободно која је такмичење завршила на седмом месту у финалу, те у квалификацијама на 4×200 слободно (15) и 4×100 мешовито (12. место).